# Mrsklesy
Mrsklesy (en allemand : Nirklowitz) est une commune du district et de la région d'Olomouc, en République tchèque. Sa population s'élevait à 705 habitants en 2023.

## Géographie
Mrsklesy se trouve à 2,5 km au nord-est de Velká Bystřice, à 11 km à l'est d'Olomouc, à 68 km au sud-ouest d'Ostrava et à 220 km à l'est-sud-est de Prague.
La commune est limitée par Hlubočky au nord, par la zone militaire de Libavá au nord et à l'est, par Přáslavice au sud, et par Velká Bystřice à l'ouest.

## Histoire
La première mention écrite de la localité date de 1364.

## Galerie

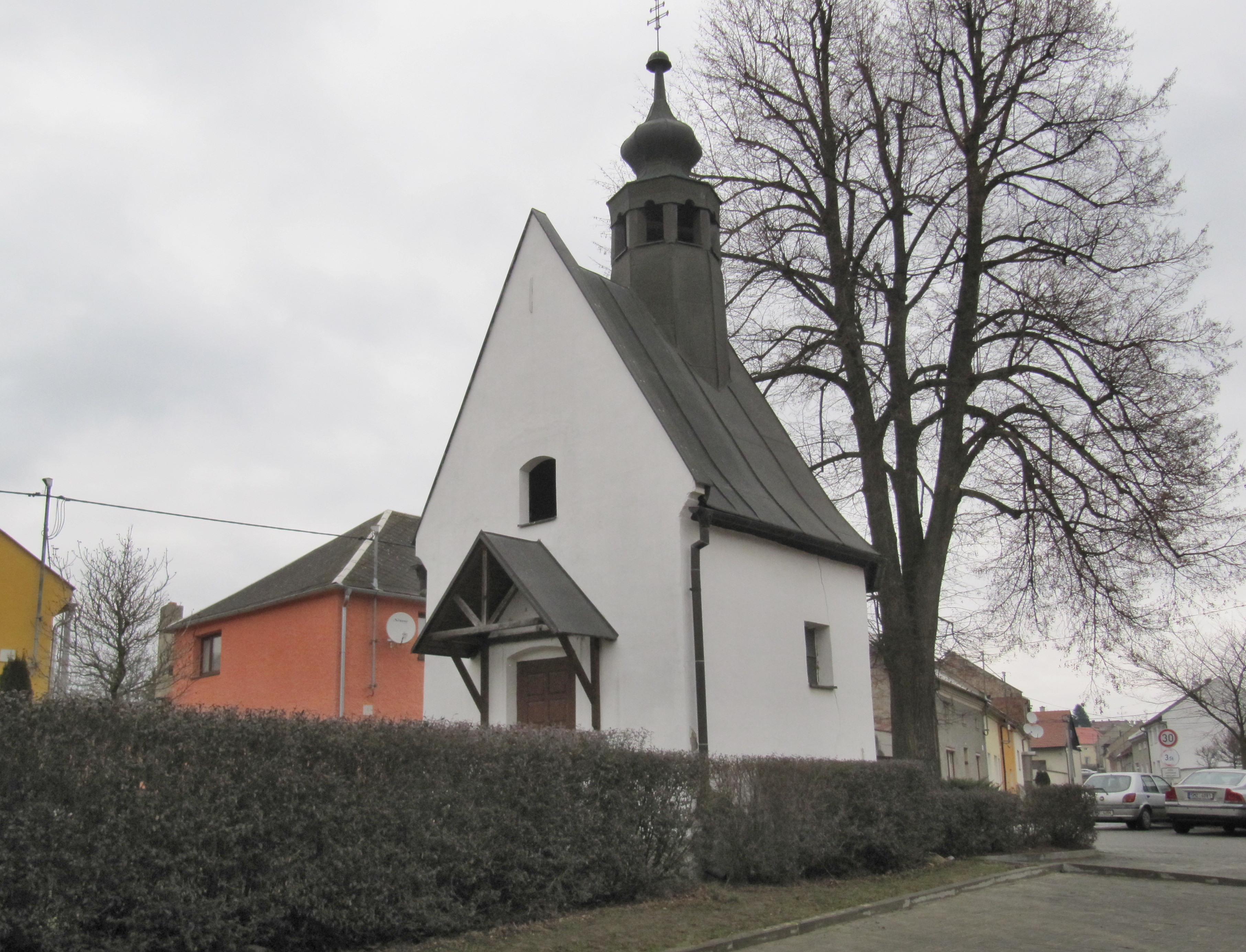
Chapelle à Mrsklesy.
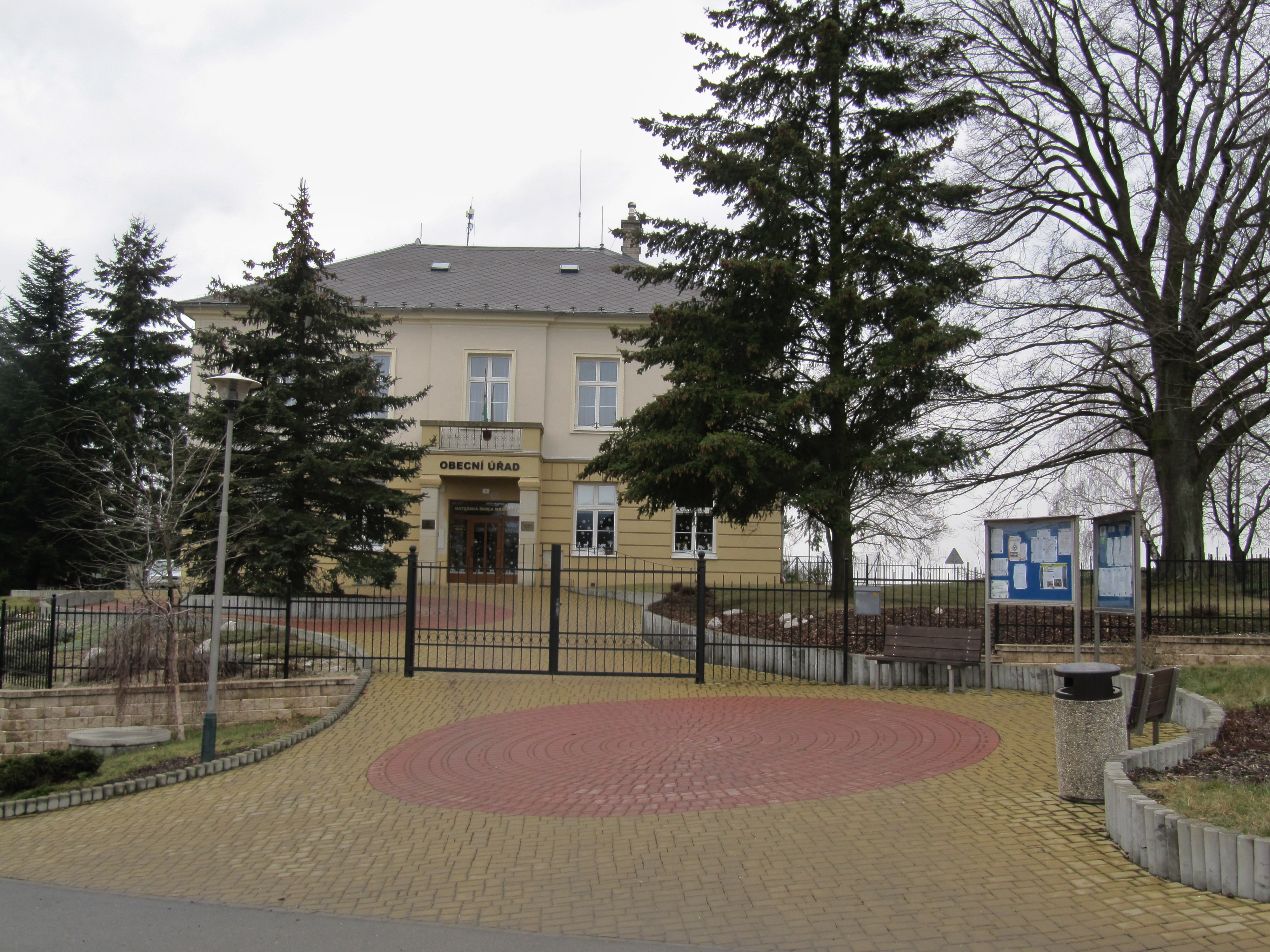
Mrsklesy : la mairie.

## Transports
Par la route, Mrsklesy se trouve à 3,3 km de Velká Bystřice, à 13 km d'Olomouc et à 255 km de Prague.